# Krynica Wieś
Krynica Wieś – zlikwidowany przystanek kolejowy w Krynicy-Zdroju (w dzielnicy Krynica-Wieś), w województwie małopolskim, w Polsce, na linii Muszyna – Krynica-Zdrój. Przystanek został zlikwidowany w 1945.